# Generador de Kelvin

Diagrama del dispositivo de Kelvin.

El generador de Kelvin es un dispositivo cargador eléctrico diseñado en 1867 por lord Kelvin basado en la acumulación de carga electrostática. El aparato se sirve del fenómeno de inducción electrostática mediante el cual un objeto cargado genera una redistribución de las cargas eléctricas en los objetos que le rodean, convirtiéndolos en dipolos eléctricos.
El dispositivo consiste en un flujo de agua que se divide en dos goteos, cada uno de los cuales atraviesa un cilindro conductor (pueden usarse latas sin tapa ni base) y es recogido en un contenedor también conductor (p.e., una lata sin tapa). Cada cilindro está conectado al contenedor del lado opuesto. Si dos conductores se conectan a sendos contenedores y se acercan lo suficiente, acaban produciendo una chispa que demuestra que los contenedores se cargan electrostáticamente conforme cae el agua.
El fenómeno se explica de la siguiente manera: El agua que llega al sistema en principio tiene carga neutra, pero cualquier pequeña perturbación en la distribución de sus cargas (generada por el campo eléctrico ambiental, por ejemplo) hace que un contenedor devenga infinitesimalmente positivo y el otro infinitesimalmente negativo. Esta carga infinitesimal crea un campo positivo en un contenedor y en el cilindro opuesto, que a su vez atrae cargas negativas en el agua que fluye hacia el lado del contenedor positivo. Lo mismo ocurre en el contenedor negativo y su cilindro opuesto conectado. El fenómeno por tanto se retroalimenta y acumula diferencia de energía potencial electrostática entre los dos lados del dispositivo hasta que éste produce una descarga eléctrica en forma de chispa que pueda atravesar unos milímetros de aire (varios miles de voltios).